# Абдулла ибн Тахир
Абдуллах ибн Тахир  (798—845) — полководец, эмир Хорасана, наместник Египта.

## Биография
Абдуллах ибн Тахир родился в Нишапуре, в 798 году. Он был родом из благородной семьи дехканов (землевладельцев), которая отличилась во времена Аббасидской революции и которой были пожалованы земли в восточном Хорасане. Его дедушка Рузэйк был мавлой (рабом, получившим свободу) при Тальхи ибн Абда-Аллахе аль-Хузе, арабском дворянине из племени Khuza’a, управляющим Систаном. Сын Рузэйка — Мус"эб был управляющим Пушанга и Герата. Сын Мус"эба — Хусейн, который являлся дедом Абдуллаха, также продолжал управлять Пушангом и Гератом.
До 204 года власть нового халифа не могла считаться упроченной; ему приходилось бороться против целого ряда претендентов на престол и усмирять восстания, — то арабов, недовольных пристрастием ал-Ма’муна к персам, то сторонников 'Аббасидов, недовольных назначением наследником престола 'Алида 'Алия-ибн-Мусы ар-Рида. Только в 204 г. ал-Ма’мун вступил в Багдад. В 206 году он послал 'Абдуллу-ибн-Тахира воевать против Насра-ибн-Шабаса, овладевшего северной Месопотамией. После пятилетней борьбы, в 209 г., Наср сдался, был отправлен к халифу и прибыл в Багдад 7 Сафара 210 г., Наср сдался в 210 г.). После этого 'Абдулла-ибн-Тахир был отправлен в Сирию и Египет для умиротворения этих стран. По ат-Табарию и Ибн-ал-Асиру, .'Абдулла покорил Египет в 210 г., в том же году выгнал испанских мусульман, овладевших Александрией, а в 211 г. возвратился в Багдад. Но ат-Табарий оговаривается, говоря, что по другим сведениям сдача 'Абдулле захватившего в свои руки власть в Египте Ибн-ас-Серия состоялась 24 Сафара 211 г. и в том же году — взятие Александрии. По Ибн-Тагриберди, Ибн-ас-Серий сдался в конце Сафара 211 г., 'Абдулла-ибн-Тахир въехал в Миср в Раби' I того же года, а пошёл на Александрию против Испанцев 1 Сафара 212 г.. По ал-Я’кубию, Ибн-ac-Ceрий сдался 19 Сафара 211 г., Александрия же была отнята у Испанцев в 212 г.. Следует предпочесть те данные, по которым Ибн-ас-Серий сдался в Сафаре 211 г. (ал-Я’кубий, Ибн-Тагриберди, один из источников ат-Табария). По ат-Табарию, покорившийся Наср-ибн-Шабас прибыл в Багдад в Сафаре (2-й месяц года) 210 г. После этого прошло некоторое время, пока 'Абдулла-ибн-Тахир съездил в Багдад и был снаряжён ал-Ма’муном для похода в Египет. Затем, по ал-Я’кубию, 'Абдулла стал объезжать Сирию, город за городом, укрощать восставших, рассматривать нужды городов и т. д.. Всё это потребовало немало времени, так что 'Абдулла едва ли дошёл до Египта ранее последних месяцев 210 года. Отнести к одному и тому же году (210) сдачу Насра-ибн-Шабаса, объезд, умиротворение Сирии и покорение Египта, переговоры с испанцами и занятие Александрии, — едва ли возможно. Вероятнее предположить у ат-Табария ошибку в размере одного года. Согласно этому, сдача Ибн-ас-Ceрия состоялась в Сафаре 211г, остальная часть 211года была посвящена водворению благоустройства в Египте, в Сафаре 212 г. Испанцы покинули Александрию, и в том же году 'Абдулла-ибн-Тахир приехал в Багдад По ал-Ферганию Ибн-ас-Серий вышел из Египта в Сафаре 211 г., а Ибн-Тахир уехал в Багдад 25 Раджеба 212 г. По другим сведениям Ибн-Халликана, Ибн-Тахир вступил в Миср в 211 г., а в Зу-л-Ка’де того же 211 года прибыл в Багдад.
По Якуту, ‘Абдулла-ибн-Тахир проездом в Египет остановился в монастыре Дейр-Зекка, в Гуте дамасской, и угощался тут вином с одним из своих братьев. На обратном пути он снова посетил этот монастырь.
Наместником Хорасана был назначен Абдулла ибн Тахир, который основал свою правящую династию, чьё влияние распространилось и на Центральную Азию. Арабское завоевание практически уничтожило экономику и культуру региона.
Правитель Хорасана Абдуллах ибн Тахир (830—840 гг.) поручил составить специальное руководство по кяризам «Китаб ал-Куний», которым пользовались ещё несколько столетий. К сожалению, книга до наших дней не дошла.

### Легенда
В период аббасидских халифов Мамуна и Мутасима правителем Хорасана был Абдуллах ибн Тахир. Его отец и брат в своё время также правили Хорасаном.
Абдуллах был самым знаменитым полководцем халифата, он смог подавить ряд очень опасных бунтов.
Согласно историческим данным, Абдуллах очень умело правил Хорасаном. Однажды в одном из подвластных ему городов — Герате, появилась разбойная группа. Абдуллах распорядился, чтобы солдаты схватили преступников и привели к нему. Ночью воины напали на след разбойников и смогли арестовать некоторых из них. Однако на обратном пути один преступник сбежал. Удручённые таким стечением обстоятельств и испугавшись наказания, воины схватили первого встречного, и повели к правителю. Им оказался беззащитный кузнец, возвращавшийся домой с работы.
Не выслушав ни одного из арестованных, Абдуллах распорядился заточить всех, в том числе и кузнеца, в темницу. Всю ночь кузнец провёл в стенаниях и молитве: «О, Аллах! Не дай спокойно заснуть тому, кто этой ночью продержал меня в темнице вдали от семьи!».
Той ночью Абдуллах ибн Тахир лёг в постель, однако как только закрыл глаза, его состояние ухудшилось. Ему казалось, что словно мир перевернулся, всё шло кругом, он не смог сомкнуть глаз ни минуты. Абдуллах подумал, что всё это неспроста, и, наверное, Аллах наказывает его за какой-либо грех. Как только настало утро, он вызвал всех придворных, и спросил их, не обидели ли они вчера кого-нибудь? Начальник тюрьмы сказал: «Вчера по вашему распоряжению к нам в темницу привели группу разбойников. Один из них всю ночь стенал и молился: „О, Аллах! Не дай спокойно заснуть тому, кто этой ночью продержал меня в темнице вдали от семьи!“. Я поинтересовался, кто он. Тот ответил, что занимается кузнечным делом, и его арестовали по ошибке».
Абдуллах сразу же распорядился привести к нему кузнеца. Выслушав его, правитель понял, что того действительно задержали по ошибке. Попросив прощения у кузнеца, Абдуллах освободил его. А при прощании сказал: «Если кто-то доставит тебе неудобства или будет обижать — сразу же дай мне знать». Улыбнувшись, кузнец ответил: «А для чего? Разве не ты вчера бросил меня в темницу, даже не выслушав? Я пожалуюсь более могущественному, чем ты, и Он не даст тебе заснуть всю ночь, а наутро заставит попросить у меня прощения».